# Construccions de pedra seca III (el Vilosell)
Construccions de pedra seca III és una obra del Vilosell (Garrigues) inclosa a l'Inventari del Patrimoni Arquitectònic de Catalunya.

## Descripció
És una cabana feta de carreus de pedra units sense cap tipus d'argamassa. Està ubicada a d'esquena un coster i encarada al sud-est. La porta, al costat esquerre, és allindada, feta amb carreus ben escairats de dimensions molt superiors a la de la resta del parament. A l'interior hi ha una menjadora per animals i en un racó, una llar de foc i un armari. La coberta està feta de pedra, una volta feta per aproximació de filades.

## Història
L'últim en llaurar les terres amb mula va ser Josep Gallofré l'any 1964 i el propietari fins 1930 era Francisco Cornadó Moragues. Des d'aleshores el bosc ha anat guanyant terreny. Després de la seva mort passà a Carme Cornadó Prenafeta i el 1979, al morir na Carme Cornadó, passà al seu fill Josep Gallofré i Cornadó, propietari actual. Actualment la cabana es troba en molt mal estat, algunes pedres han començat a caure, debilitant així l'estructura.